# Rakiszki (okręg wileński)
Rakiszki (lit. Rokiškės) − wieś na Litwie, w rejonie wileńskim, 7 km na północny zachód od Duksztów, zamieszkana przez 28 ludzi. 

## Historia
W dwudziestoleciu międzywojennym leżały w Polsce, w województwie wileńskim, w powiecie wileńsko-trockim, w gminie Mejszagoła.
Po II wojnie światowej w granicach Związku Sowieckiego. Od 1991 na niepodległej Litwie.